# Breeders' Crown (Tyskland)
Breeders' Crown är en travserie för varmblodshästar som körs varje år i Tyskland.
Serien har åtta klasser: "tvååriga hingstar/valacker", "tvååriga ston", "treåriga hingstar/valacker", "treåriga ston", "fyraåriga hingstar/valacker", "fyraåriga ston", "fem-sjuåriga hingstar/valacker" och "fem-sjuåriga ston". Serien genomförs med deltävlingar vid sex tillfällen runt om i landet där hästar kan kvalificera sig för semifinal och sedan final i sin klass. Loppen körs över 1900 meter med autostart (bilstart). Samtliga finallopp är Grupp 2-lopp, det vill säga lopp av näst högsta internationella klass.
Första upplagan av den tyska varianten av Breeders' Crown kördes 1998. Förebilden är hämtad från USA och Sverige, där serierna Breeders Crown körts sedan 1984 respektive 1991.

## Segrare

### 2-åriga hingstar och valacker
| År   | Häst               | Efter              | Kusk               | Tränare            | Tid    |
| ---- | ------------------ | ------------------ | ------------------ | ------------------ | ------ |
| 2022 | Cincinnati Beach S | International Moni | Danny Brouwer      | Danny Brouwer      | 1.13,3 |
| 2021 | Schampus           | Propulsion         | Josef Franzl       | Josef Franzl       | 1.18,7 |
| 2020 | Ole Bo             | Muscle Massive     | Pietro Gubellini   | Josef Sparber      | 1.15,4 |
| 2019 | Wild West Diamant  | Muscle Hill        | Robin Bakker       | Paul J. Hagoort    | 1.14,4 |
| 2018 | Gladiateur         | Bird Parker        | Michael Nimczyk    | Wolfgang Nimczyk   | 1.18,5 |
| 2017 | Mister F Daag      | Conway Hall        | Robin Bakker       | Paul J. Hagoort    | 1.17,1 |
| 2016 | Broadwell          | Conway Hall        | Robin Bakker       | Paul J. Hagoort    | 1.14,9 |
| 2015 | Laskari            | Tschagga           | Dennis Spangenberg | Maik Esper         | 1.14,6 |
| 2014 | Rene M Newport     | Conway Hall        | Michael Nimczyk    | Wolfgang Nimczyk   | 1.15,7 |
| 2013 | Indover            | Andover Hall       | Roland Hülskath    | Marion A. Jauß     | 1.16,4 |
| 2012 | Dino Newport       | Conway Hall        | Jesse ter Borgh    | Henk Grift         | 1.16,8 |
| 2011 | Tristan Toro       | S.J.'s Photo       | Veijo Heiskanen    | Veijo Heiskanen    | 1.18,8 |
| 2010 | Impact As          | Pablo As           | Roland Hülskath    | Gerhard Holtermann | 1.18,6 |
| 2009 | Super Neo          | Gigant Neo         | Thomas Panschow    | Henno Sürder       | 1.18,4 |
| 2008 | Celebration XL     | Oscar Schindler SL | Roland Hülskath    | Gerhard Holtermann | 1.17,6 |
| 2007 | Bagley             | Bartali OK         | Rick Wester        | Arnold Mollema     | 1.19,9 |
| 2006 | Why Not As         | Pink Diamond       | Roland Hülskath    | Gerhard Holtermann | 1.16,8 |
| 2005 | Russel November    | General November   | Hugo Langeweg      | Hugo Langeweg      | 1.18,2 |
| 2004 | Unforgettable      | Diamond Way        | Arnold Mollema     | Arnold Mollema     | 1.18,0 |
| 2003 | Orso November      | General November   | Siegfried Huber    | Siegfried Huber    | 1.17,6 |
| 2002 | Vercelli           | Diamond Way        | Hugo Langeweg      | Cees Kamminga      | 1.16,4 |
| 2001 | Pablo As           | Diamond Way        | Thomas Panschow    | Arnold Mollema     | 1.17,1 |
| 2000 | Oscar Schindler SL | Bosphorus          | Heinz Wewering     | Heinz Wewering     | 1.13,8 |
| 1999 | Abano As           | Dylan Lobell       | Peter Strooper     | Heinz Wewering     | 1.14,5 |
| 1998 | Nightstar Yankee   | Yankee Cougar      | Heiko Schwarma     | Arnold Mollema     | 1.15,3 |

### 2-åriga ston
| År   | Häst               | Efter             | Kusk               | Tränare              | Tid    |
| ---- | ------------------ | ----------------- | ------------------ | -------------------- | ------ |
| 2022 | Narda F Boko       | Maharajah         | Jeffrey H Mieras   | Dion Tesselaar       | 1.16,7 |
| 2021 | Mylie Skott        | Traders           | Thorsten Tietz     | Robert Gramüller     | 1.17,2 |
| 2020 | All In Love        | Readly Express    | Dion Tesselaar     | Dion Tesselaar       | 1.16,2 |
| 2019 | Taste of Diamonds  | Ready Cash        | Ken Ecce           | Tomas Malmqvist      | 1.15,8 |
| 2018 | Jacky Bros         | Pastor Stephen    | Jaap van Rijn      | Johannes Bot         | 1.16,3 |
| 2017 | Laura Vici         | Orlando Vici      | Michael Nimczyk    | Wolfgang Nimczyk     | 1.17,1 |
| 2016 | Mary Ann J         | Love You          | Jos Verbeeck       | Marion A. Jauß       | 1.15,0 |
| 2015 | Gilda Newport      | Donato Hanover    | Dion Tesselaar     | Dion Tesselaar       | 1.15,5 |
| 2014 | Indira Bo          | Revenue           | Heinz Wewering     | Hans-Ulrich Bornmann | 1.17,2 |
| 2013 | Stacelita          | Infinitif         | Jean-Pierre Dubois | Erwin Bot            | 1.19,5 |
| 2012 | Red Riding Hood    | Quite Easy        | Conrad Lugauer     | Conrad Lugauer       | 1.18,0 |
| 2011 | Enigma             | Love You          | Michael Schmid     | Michael Larsen       | 1.17,4 |
| 2010 | Lobell Countess    | Abano As          | Peter Strooper     | Peter Strooper       | 1.16,6 |
| 2009 | Finca              | S.J.'s Photo      | Michael Schmid     | Hugo Langeweg        | 1.16,0 |
| 2008 | Little Rapid       | Daguet Rapide     | Jochen Haide       | Jochen Haide         | 1.18,2 |
| 2007 | Ini Lou            | Love You          | Roland Hülskath    | Gerhard Holtermann   | 1.19,5 |
| 2006 | Waldolala Boshoeve | Invit Broline     | Roland Hülskath    | Henk Grift           | 1.18,6 |
| 2005 | Vita di Quattro    | Bosphorus         | Heinz Wewering     | Heinz Wewering       | 1.19,4 |
| 2004 | Bridgetown         | O'Connor          | Roland Hülskath    | Josef Sparber        | 1.20,8 |
| 2003 | Olympia November   | General November  | Michael Schmid     | Michael Schmid       | 1.16,6 |
| 2002 | Miss Hollywood     | Strictly Business | Steen Juul         | Steen Juul           | 1.16,9 |
| 2001 | Lady Louise        | Diamond Way       | Peter Strooper     | Steen Juul           | 1.17,2 |
| 2000 | Pistache           | Minnesota Viking  | Roland Hülskath    | Leo Kokkes           | 1.16,3 |
| 1999 | Fiona Goal         | Armbro Goal       | Age Posthumus      | Josef Sparber        | 1.15,0 |
| 1998 | Donna Vera         | Diamond Way       | Gerhard Biendl     | Heinz Wewering       | 1.16,9 |

Källa:

### 3-åriga hingstar och valacker
| År   | Häst                | Efter              | Kusk               | Tränare            | Tid    |
| ---- | ------------------- | ------------------ | ------------------ | ------------------ | ------ |
| 2022 | Perfecto            | Love You           | Thorsten Tietz     | Robert Gramüller   | 1.13,4 |
| 2021 | Days Of Thunder     | S.J.'s Caviar      | Thorsten Tietz     | Josef Sparber      | 1.12,3 |
| 2020 | Because You Love Me | Muscle Hill        | Jaap van Rijn      | Erwin Bot          | 1.12,7 |
| 2019 | Velten von Flevo    | Ganymede           | Rick Ebbinge       | Jeroen Engwerda    | 1.13,1 |
| 2018 | Mister F Daag       | Conway Hall        | Robin Bakker       | Paul J. Hagoort    | 1.13,8 |
| 2017 | Classic Connection  | Love You           | Jean-Pierre Dubois | Yves Boireau       | 1.13,1 |
| 2016 | Orlando Jet         | Orlando Vici       | Rudolf Haller      | Rudolf Haller      | 1.12,2 |
| 2015 | Cash Hanover        | Love You           | Thorsten Tietz     | Heinz Wilhalm      | 1.12,7 |
| 2014 | Louisdor            | Love You           | Thorsten Tietz     | Dirk Grusdas       | 1.15,3 |
| 2013 | Shoemaker           | Oscar Schindler SL | Heinz Wewering     | Heinz Wewering     | 1.16,7 |
| 2012 | CC Rider            | Love You           | Roland Hülskath    | Gerhard Holtermann | 1.16,4 |
| 2011 | Cao Dai             | Love You           | Erik Adielsson     | Stig H Johansson   | 1.14,7 |
| 2010 | Baron W.            | Super Arnie        | Michael Schmid     | Michael Schmid     | 1.15,3 |
| 2009 | Marc Burgerheide    | Divinator          | Ruud Pools         | Appie Bosscha      | 1.15,3 |
| 2008 | Cinas Boy           | Titan Way          | Andreas Gläser     | Andreas Gläser     | 1.15,8 |
| 2007 | Titus B             | In Love With You   | Helmut Biendl      | Helmut Biendl      | 1.17,1 |
| 2006 | Sir Karan           | Pink Diamond       | Michael Schmid     | Jack de Jong       | 1.13,8 |
| 2005 | Unico Limburgia     | S.J.'s Photo       | Michael Schmid     | Peter Strooper     | 1.16,0 |
| 2004 | Godolphin           | General November   | Thomas Panschow    | Gerhard Holtermann | 1.15,3 |
| 2003 | Sir Maurits         | Diamond Way        | Peter Strooper     | Peter Strooper     | 1.14,8 |
| 2002 | Pablo As            | Diamond Way        | Thomas Panschow    | Veijo Kivioja      | 1.13,8 |
| 2001 | Tschagga            | Grimaldi           | Tapani Hautala     | Tapani Hautala     | 1.14,1 |
| 2000 | Abano As            | Dylan Lobell       | Peter Strooper     | Peter Strooper     | 1.13,7 |
| 1999 | Jay November        | Armbro Goal        | Thomas Panschow    | Veijo Kivioja      | 1.14,1 |

### 3-åriga ston
| År   | Häst              | Efter              | Kusk               | Tränare                        | Tid    |
| ---- | ----------------- | ------------------ | ------------------ | ------------------------------ | ------ |
| 2022 | Look of Love      | Ready Cash         | Jean-Pierre Dubois | Jose Antonio Hernandez-Navarro | 1.15,0 |
| 2021 | Sunset Boulevard  | Maharajah          | Michael Nimczyk    | Wolfgang Nimczyk               | 1.15,0 |
| 2020 | Kyriad Newport    | Explosive Matter   | Michael Nimczyk    | Wolfgang Nimczyk               | 1.14,5 |
| 2019 | Rock my Dreams    | Gustav Diamant     | Josef Franzl       | Josef Franzl                   | 1.13,7 |
| 2018 | Avalon Mists      | Pastor Stephen     | Robin Bakker       | Paul J. Hagoort                | 1.14,3 |
| 2017 | Motion Pure       | Muscle Hill        | Heinz Wewering     | Christian Lindhardt            | 1.16,4 |
| 2016 | Gilda Newport     | Donato Hanover     | Dion Tesselaar     | Dion Tesselaar                 | 1.12,6 |
| 2015 | Flori Dragon      | Sam Bourbon        | Maik Esper         | Maik Esper                     | 1.13,4 |
| 2014 | Stacelita         | Infinitif          | Josef Franzl       | Josef Franzl                   | 1.15,5 |
| 2013 | Fräulein Wunder   | Love You           | Roland Hülskath    | Marion Jauß                    | 1.17,9 |
| 2012 | Georgina Corner   | Love You           | Georgina Corner    | Roman Matzky                   | 1.15,7 |
| 2011 | What a Feeling    | Love You           | Roland Hülskath    | Michael Larsen                 | 1.15,3 |
| 2010 | Finca             | S.J.'s Photo       | Michael Schmid     | Hugo Langeweg J:r              | 1.16,1 |
| 2009 | Kataja            | Love You           | Heinz Wewering     | Heinz Wewering                 | 1.15,3 |
| 2008 | Ini Lou           | Love You           | Heinz Wewering     | Heinz Wewering                 | 1.15,5 |
| 2007 | Mona Lisa As      | Starchip Entrprise | Cees Kamminga      | Cees Kamminga                  | 1.19,9 |
| 2006 | Ashley Way        | Diamond Way        | Peter Strooper     | Peter Strooper                 | 1.15,5 |
| 2005 | Playgirl November | S.J.'s Photo       | Heinz Wewering     | Heinz Wewering                 | 1.16,8 |
| 2004 | Opera November    | General November   | Heinz Wewering     | Heinz Wewering                 | 1.16,1 |
| 2003 | Divina Sugar      | Divinator          | Gerhard Biendl     | Gerhard Biendl                 | 1.15,7 |
| 2002 | Weltblut          | King Pine          | Peter Strooper     | Peter Strooper                 | 1.15,0 |
| 2001 | Miss Vera         | Bosphorus          | Heinz Wewering     | Heinz Wewering                 | 1.15,4 |
| 2000 | Ghost Town        | Call Upon          | Veijo Heiskanen    | Veijo Heiskanen                | 1.14,6 |
| 1999 | Evita Idzarda     | Reado              | Heinz Wewering     | Heinz Wewering                 | 1.16,4 |

Källa:

### 4-åriga hingstar och valacker
| År   | Häst            | Efter          | Kusk                  | Tränare               | Tid    |
| ---- | --------------- | -------------- | --------------------- | --------------------- | ------ |
| 2022 | Jimmy Ferro BR  | Love You       | Alessandro Gocciadoro | Alessandro Gocciadoro | 1.12,0 |
| 2021 | Bayard          | Ready Cash     | Robbin Bot            | Wolfgang Nimczyk      | 1.14,2 |
| 2020 | River Flow      | Baltimore As   | Thorsten Tietz        | Robert Gramüller      | 1.13,1 |
| 2019 | Inspector Bros  | Pastor Stephen | Rick Ebbinge          | Erwin Bot             | 1.12,6 |
| 2018 | Tsunami Diamant | Gustav Diamant | Robin Bakker          | Paul J. Hagoort       | 1.14,4 |
| 2017 | Orlando Jet     | Orlando Vici   | Rudolf Haller         | Rudolf Haller         | 1.14,0 |
| 2016 | Adriano BR      | Adrian Chip    | Nicolaj Andersen      | Erwin Bit             | 1.13,3 |
| 2015 | Ginger Heldia   | Virgill Boko   | Michael Nimczyk       | Wolfgang Nimczyk      | 1.12,9 |
| 2014 | Fridericus      | Allison Hollow | Michael Nimczyk       | Wolfgang Nimczyk      | 1.14,6 |
| 2013 | Indigious       | Prodigious     | Erik Adielsson        | Stig H Johansson      | 1.16,7 |
| 2012 | Cao Dai         | Love You       | Gerhard Biendl        | Gerhard Biendl        | 1.15,3 |
| 2011 | Il Lamborghini  | Love You       | Conrad Lugauer        | Conrad Lugauer        | 1.15,0 |
| 2010 | Heros           | Ganymede       | Conrad Lugauer        | Conrad Lugauer        | 1.14,9 |
| 2009 | Yankee Elmo     | Freiherr As    | Thomas Panschow       | Arnold Mollema        | 1.14,8 |
| 2008 | Ivanhoe Diamant | Prakas         | Roland Hülskath       | Lutfi Kolgjini        | 1.14,5 |
| 2007 | Sir Karan       | Pink Diamond   | Michael Schmid        | Jack de Jong          | 1.13,9 |
| 2006 | Unforgettable   | Diamond Way    | Arnold Mollema        | Arnold Mollema        | 1.14,4 |
| 2005 | Ambassador As   | Dylan Lobell   | Roland Hülskath       | Cees Kamminga         | 1.13,0 |
| 2004 | Sheriff As      | Diamond Way    | Thomas Panschow       | Gerhard Holtermann    | 1.15,7 |
| 2003 | Monet November  | Reado          | Siegfried Huber       | Siegfried Huber       | 1.14,8 |
| 2002 | Tschagga        | Grimaldi       | Tapani Hautala        | Tapani Hautala        | 1.14,5 |
| 2001 | Freiherr As     | Diamond Way    | Ulrich Schnieder      | Arnold Mollema        | 1.13,8 |
| 2000 | National Way    | Diamond Way    | Jochen Haide          | Veijo Kivioja         | 1.14,4 |

### 4-åriga ston
| År   | Häst               | Efter              | Kusk               | Tränare            | Tid    |
| ---- | ------------------ | ------------------ | ------------------ | ------------------ | ------ |
| 2022 | Isla               | Prodigious         | Tim Schwarma       | Heins Kuhsträter   | 1.12,8 |
| 2021 | Namanga Bo         | Maharajah          | Jaap van Rijn      | Josef Sparber      | 1.13,4 |
| 2020 | Rock my Dreams     | Gustav Diamant     | Josef Franzl       | Josef Franzl       | 1.13,3 |
| 2019 | Cahaya             | Love You           | Dion Tesselaar     | Dion Tesselaar     | 1.13,6 |
| 2018 | Happy Steel        | Prodigious         | Dion Tesselaar     | Dion Tesselaar     | 1.14,1 |
| 2017 | Goldy Stardust     | Quick Wood         | Roland Hülskath    | Roland Hülskath    | 1.13,5 |
| 2016 | C'est bien         | Love You           | Roland Hülskath    | Roland Hülskath    | 1.13,2 |
| 2015 | Emma di Quattro    | Ganymede           | Dennis Spangenberg | Heinz Wilhalm      | 1.13,0 |
| 2014 | Abasi              | Love You           | Gerhard Mayr       | Gerhard Mayr       | 1.13,3 |
| 2013 | Georgina Corner    | Love You           | Thorsten Tietz     | Roman Matzky       | 1.16,4 |
| 2012 | Lobell Countess    | Abano As           | Peter Strooper     | Peter Strooper     | 1.14,1 |
| 2011 | Stormy Pearl       | Credit Winner      | Erik Adielsson     | Peter Untersteiner | 1.15,0 |
| 2010 | Parisienne Blue    | Super Arnie        | Heinz Wewering     | Hannu Voutilainen  | 1.14,9 |
| 2009 | Yewel Boshoeve     | Diamond Way        | Heinz Wewering     | Marcel Hauber      | 1.14,5 |
| 2008 | Mona Lisa As       | Starchip Entrprise | Cees Kamminga      | Cees Kamminga      | 1.15,0 |
| 2007 | Cherry Lane As     | S.J.'s Photo       | Conrad Lugauer     | Conrad Lugauer     | 1.14,9 |
| 2006 | Playgirl November  | S.J.'s Photo       | Michael Schmid     | Holger Ehlert      | 1.15,3 |
| 2005 | Ornellaia          | Toss Out           | Josef Franzl J:r   | Stig H Johansson   | 1.15,4 |
| 2004 | Divina Sugar       | Divinator          | Gerhard Biendl     | Gerhard Biendl     | 1.16,4 |
| 2003 | Mon Amour November | Supergill          | Hugo Langeweg      | Hugo Langeweg      | 1.16,4 |
| 2002 | Indication         | Super Arnie        | Lothar Hanke       | Lothar Hanke       | 1.14,7 |
| 2001 | Crysta's Power     | Crysta's Best      | Age Posthumus      | Age Posthumus      | 1.15,5 |
| 2001 | Evita Idzarda      | Reado              | Heinz Wewering     | Heinz Wewering     | 1.15,5 |

Källa:

### 5-7-åriga hingstar och valacker
| År   | Häst               | Efter            | Kusk               | Tränare            | Tid    |
| ---- | ------------------ | ---------------- | ------------------ | ------------------ | ------ |
| 2023 | Toto Barosso       | Ready Cash       | Johan Untersteiner | Johan Untersteiner | 1.13,2 |
| 2022 | Hidalgo Heldia     | Raja Mirchi      | Jorma Kontio       | Conrad Lugauer     | 1.10,8 |
| 2021 | Mister F Daag      | Conway Hall      | Robin Bakker       | Paul J Hagoort     | 1.13,0 |
| 2020 | Officer Stephen    | Pastor Stephen   | Dion Tesselaar     | Dion Tesselaar     | 1.11,4 |
| 2019 | Orlando Jet        | Orlando Vici     | Rudolf Haller      | Rudolf Haller      | 1.12,3 |
| 2018 | Azimut             | Odessa Santana   | Josef Franzl       | Josef Franzl       | 1.13,3 |
| 2017 | Halva von Haithabu | Here comes Joey  | Rudolf Haller      | Michael Hendrikx   | 1.12,5 |
| 2016 | Fridericus         | Allison Hollow   | Veijo Heiskanen    | Veijo Heiskanen    | 1.11,2 |
| 2015 | Punk               | Angus Hall       | Jörgen Sjunnesson  | Lutfi Kolgjini     | 1.12,3 |
| 2014 | Banks              | Abano As         | Michael Larsen     | Michael Larsen     | 1.13,2 |
| 2013 | Grumetti           | Varenne          | Joakim Lövgren     | Joakim Lövgren     | 1.14,8 |
| 2012 | Bagley             | Bartali Ok       | Jörgen Sjunnesson  | Conrad Lugauer     | 1.14,1 |
| 2011 | Wee Catch Diamond  | Diamond Way      | Roland Hülskath    | Lutfi Kolgjini     | 1.14,1 |
| 2010 | Nu Pagadi          | Love You         | Erik Adielsson     | Stig H Johansson   | 1.13,0 |
| 2009 | Brioni             | Timberland       | Joakim Lövgren     | Joakim Lövgren     | 1.15,0 |
| 2008 | Orso November      | General November | Erik Adielsson     | Age Posthumus      | 1.13,8 |
| 2007 | Orso November      | General November | Roland Hülskath    | Jack De Jong       | 1.13,8 |
| 2006 | Pablo As           | Diamond Way      | Roland Hülskath    | Gerhard Holtermann | 1.13,2 |
| 2005 | Springfield        | Niton            | Michael Schmid     | Gitte Madsen       | 1.14,5 |
| 2004 | Abano As           | Dylan Lobell     | Jos Verbeeck       | Gerhard Holtermann | 1.13,8 |
| 2003 | Freiherr As        | Diamond Way      | Thomas Panschow    | Arnold Mollema     | 1.14,1 |
| 2002 | Freiherr As        | Diamond Way      | Thomas Panschow    | Arnold Mollema     | 1.13,5 |
| 2001 | Kanway             | Diamond Way      | Peter Poen         | Maria Poort        | 1.14,6 |

### 5-7-åriga ston
| År   | Häst             | Efter            | Kusk               | Tränare            | Tid    |
| ---- | ---------------- | ---------------- | ------------------ | ------------------ | ------ |
| 2023 | Isla             | Prodigious       | Tim Schwarma       | Heins Kuhsträter   | 1.13,6 |
| 2022 | Kyriad Newport   | Explosive Matter | Michael Nimczyk    | Wolfgang Nimczyck  | 1.12,4 |
| 2021 | Arendelle        | Orlando Vici     | Michael Nimczyk    | Wolfgang Nimczyck  | 1.13,0 |
| 2020 | Goldy Stardust   | Quick Wood       | Michael Nimczyk    | Wolfgang Nimczyck  | 1.12,6 |
| 2019 | Alegra B         | Andover Hall     | Conrad Lugauer     | Conrad Lugauer     | 1.13,1 |
| 2018 | Goldy Stardust   | Quick Wood       | Michael Nimczyk    | Wolfgang Nimczyck  | 1.12,3 |
| 2017 | Elma Lane        | Lindy Lane       | Jörgen Sjunnesson  | Peter Untersteiner | 1.15,1 |
| 2016 | Stacelita        | Infinitif        | Josef Franzl       | Josef Franzl       | 1.13,6 |
| 2015 | Elma Lane        | Lindy Lane       | Jörgen Sjunnesson  | Peter Untersteiner | 1.13,2 |
| 2014 | Lobell Countess  | Abano As         | Hugo Langeweg J:r  | Peter Strooper     | 1.14,6 |
| 2013 | What a Feeling   | Love You         | Roland Hülskath    | Marion A. Jauß     | 1.15,8 |
| 2012 | Galea            | Jillis Joker     | Conrad Lugauer     | Conrad Lugauer     | 1.15,5 |
| 2011 | Noxean Com       | Lets Go          | Andor Schute       | Hubert Beckmann    | 1.14,6 |
| 2010 | Noxean Com       | Lets Go          | Andor Schute       | Hubert Beckmann    | 1.14,8 |
| 2009 | Donna Clara      | O'Connor         | Joakim Lövgren     | Joakim Lövgren     | 1.14,8 |
| 2008 | Celestial Dreams | Super Arnie      | Heinz Wewering     | Karin Port         | 1.15,6 |
| 2007 | Ornellaia        | Toss Out         | Erik Adielsson     | Stig H Johansson   | 1.16,3 |
| 2006 | Ornellaia        | Toss Out         | Erik Adielsson     | Stig H Johansson   | 1.14,5 |
| 2005 | Media Luna       | Diamond Way      | Heinz Wewering     | Heinz Wewering     | 1.15,0 |
| 2004 | Jamirage         | Super Arnie      | Helmut Biendl      | Helmut Biendl      | 1.14,8 |
| 2003 | Novel Attack     | Hans Boshoeve    | Frans A Ottersberg | Peter Koppejan     | 1.16,2 |
| 2002 | Novel Attack     | Hans Boshoeve    | Frans A Ottersberg | Peter Koppejan     | 1.14,1 |
| 2001 | Evita Idzarda    | Reado            | Heinz Wewering     | Heinz Wewering     | 1.14,4 |

Källa: